# 623. pehotni polk (Wehrmacht)
Za druge 623. polke glejte 623. polk.
623. pehotni polk (izvirno nemško Infanterie-Regiment 623) je bil eden izmed pehotnih polkov v sestavi redne nemške kopenske vojske med drugo svetovno vojno.

## Zgodovina
Polk je bil ustanovljen 14. februarja 1940 na ukaz Wehrmachtsbefehlshaber Prag za Oberrhein ter dodeljen 554. pehotni diviziji.
Zaradi hitrega zaključka francoske kampanje je bil polk 4. avgusta 1940 razpuščen; bataljoni so bili reorganizirani v samostojne Heimatwach bataljone.